# Česma u Makarskoj
Česma u gradu Makarskoj, Kačićev trg, zaštićeno kulturno dobro.

## Opis dobra
Na Kačićevom trgu u Makarskoj podignuta je 1775. godine kasnobarokna česma pravokutnog oblika s kamenicom smještenom na jugu, nad kojom su u plitkom reljefu izvedena tri maskerona s bakrenim izljevima. Na kamenoj gredi nad otvorom je natpis, a bočno od njega su dva grba, od kojih je jedan najstariji grb grada Makarske. Gradnju je izvršio protomajstor Iseppo Bisazzo. Česma je temeljito rekonstruirana 1990. godine, kada je očišćena sva kamena plastika.

## Zaštita
Pod oznakom Z-4881 zavedena je kao nepokretno kulturno dobro - pojedinačno, pravna statusa zaštićena kulturnog dobra, klasificirano kao "javne građevine".